# Stephen S. Kudla
Stephen S. Kudla (Caracas, 1950) é um matemático estadunidernse, que trabalha com geometria diofantina e formas automórficas. É professor do Departamento de Matemática da Universidade de Toronto.

## Vida
Após obter o doutorado passou um ano no Instituto de Estudos Avançados de Princeton, sendo em seguida professor da Universidade de Maryland. É desde 2004 Canada Research Chair Professor na Universidade de Toronto.
Recebeu o Prêmio Jeffery–Williams de 2009. Foi palestrante convidado do Congresso Internacional de Matemáticos em Pequim (2002: Derivatives of Eisenstein series and arithmetic geometr.

## Formação
- Ph.D., Universidade de Stony Brook 1975; Tese: Real Points on Algebraic Varieties Defined by Quaternion Algebras. Orientador: Michio Kuga.[5]